# Mohammed Bijeh
Mohammed Bijeh (in persiano محمد بيجه‎; Quchan, 7 febbraio 1982 – Pakdasht, 16 marzo 2005) è stato un serial killer iraniano giustiziato per l'omicidio di 54 persone.
Originario della provincia iraniana del Razavi Khorasan Moḥammed Bījeh fu un serial killer che confessò l'assassinio di 50 giovani di Teheran, tra gli 8 e i 15 anni, dopo averli sequestrati nel periodo compreso tra il marzo 2002 e il settembre del 2004.
Fu condannato da un tribunale a 100 frustate cui seguì l'esecuzione capitale. Oltre ai giovani, egli uccise anche 2 adulti e il suo crimine destò una forte impressione nell'opinione pubblica iraniana.

## Biografia
Muhammad Basjee, nacque in una famiglia numerosa. Aveva sei fratelli e sei sorellastre. Quando aveva quattro anni, sua madre morì di cancro. Suo padre era un commerciante che si risposò subito dopo essere rimasto vedovo. Bijeh non mantenne alcun ricordo della madre e disse che suo padre era una persona barbara che lo bastonava e gli incatenava le gambe durante la sua fanciullezza.
Suo padre lo obbligò a lasciare la scuola e il lavoro. Aveva 11 anni quando si trasferì a Khatunabad con la sua famiglia, cominciando a lavorare in una fornace. In quel periodo fu violentato varie volte.

### Motivazione
Ammise di essere stato ripetutamente violentato da bambino e volle vendicarsi sulla comunità in cui viveva. La dolorosa prematura perdita della madre e la carenza di affetto lo fece soffrire durante la sua gioventù. Bijeh commentò così il principale motivo dei suoi omicidi: «Ho sofferto crudelmente dalla mia fanciullezza, e quando mettevo a confronto la mia vita con quella degli altri, potevo commettere qualsiasi malefatta».

## Arresto
Bijeh fu arrestato il 24 settembre 2004 e processato nel ramo 74 del Tribunale Penale di Tehran, presieduto dal giudice Mansur Yavarzadeh Yeganeh, assistito da quattro altri giudici, alla presenza di un gran numero di altri magistrati. Il 27 novembre fu condannato alla pena di morte. Bijeh disse che se non fosse stato arrestato, egli avrebbe ucciso 100 ragazzi. Disse circa la sua sentenza di morte: «Non merito di essere giustiziato».

## Esecuzione
Il 16 marzo 2005 la sentenza ebbe luogo, alla presenza di circa 5.000 persone. La camicia di Bijeh gli fu tolta, e fu ammanettato a un palo di ferro, dopo essere stato flagellato da vari incaricati. Crollò a terra più di una volta ma non emise neppure un lamento. Un parente di una delle vittime riuscì a superare le barriere di sicurezza e ad accoltellare Bijeh. La madre di una delle vittime gli mise una corda di nylon blu intorno al collo e fu issato a circa 10 metri dal suolo fino alla sua morte.